# Domenico Flavio Ronzoni
Domenico Flavio Ronzoni (Carate Brianza, 1956) è uno scrittore italiano.

## Biografia
Laureato con lode nel 1979 all'Università Cattolica del Sacro Cuore di Milano con una tesi in Storia Medioevale. Nelle sue ricerche storiche si occupa soprattutto di storia lombarda, tra Ottocento e Novecento, del patrimonio artistico ambientale, nonché delle tradizioni della Brianza e della sua storia religiosa.
A partire dal 1980 è stato impegnato a livello locale nella pubblica amministrazione, prima come consigliere comunale e poi come assessore e nel 1985 è stato eletto sindaco di Briosco, carica ricoperta fino al 1990.
Ha collaborato con l'Assessorato alle Culture, Identità, Autonomie della Regione Lombardia, al progetto "Scuola e culture locali", curando il capitolo dedicato a Monza e Brianza.
Come scrittore ha pubblicato le biografie di: Papa Pio XI, Ernesto Teodoro Moneta, con prefazione di Rita Levi Montalcini, Aligi Sassu, Paolo Angelo Ballerini e di Giorgio Scarpati. In collaborazione con il FAI ha pubblicato nel 1999 Un presepe racconta. Un presepe di carta dell'Ottocento riscoperto in Brianza
Ha scritto per il Corriere della Sera

, Il Cittadino di Monza e Brianza nonché per la rivista I Quaderni della Brianza. È stato vicedirettore fin dalla fondazione (1998) del periodico Brianze, che ha poi diretto dal 2008 al 2012.
Nel 2012 ha fatto il suo esordio nella narrativa con una raccolta di racconti intitolata "Conti e racconti tra il Lambro e il Gran Zebrù".
Per due anni consecutivi (2012 e 2013) si è classificato al primo posto nella sezione "Racconti inediti" al Premio Letterario "Leggimontagna" (Tolmezzo, UD). Nello stesso Premio e per la stessa sezione, ottiene il secondo posto nel 2018 e il terzo posto (ex aequo) nel 2022.
Nell'ottobre 2019 la Provincia di Monza e della Brianza gli ha attribuito il Premio "Beato Talamoni" per la sua trentennale attività nel campo della ricerca storica e della produzione editoriale, sviluppata con una attenzione particolare alla Brianza.

## Opere
Le opere sono consultabili presso il circuito delle biblioteche italiane ed estere.
- Alla ricerca delle radici perdute. Per una storia di Briosco, Capriano e Fornaci, Briosco, Comune di Briosco, 1985, pp. 325
- Achille Ratti. Il prete alpinista che diventò Papa, Bellavite Editore, Missaglia, 2009, pp. 256
- Ernesto Teodoro Moneta. Un milanese per la pace premio Nobel 1907 (con Silvano Riva),  Bellavite Editore, Missaglia,1997, pp. 126, 50 immagini a colori, testi in italiano e in inglese. Prefazione di Rita Levi Montalcini
- Un carteggio inedito su una grande amicizia. Ada Negri ed Ernesto Teodoro Moneta, in Archivio Storico Lodigiano, 2004, pp. 317-339.
- Aligi Sassu,  Bellavite Editore, Missaglia, 2002, pp. 96 (con foto a colori e in b.n.)
- Paolo Angelo Ballerini (1814-1897). Commemorazioni" Quaderni Balleriniani, n.1, Seregno, dicembre 1994
- Giorgio Scarpati (1908-1997). Cicli religiosi in Brianza Quaderni Balleriniani, n.3, Seregno, dicembre 1995
- Lunario di Brianza,  Bellavite Editore, Missaglia, 2000, pp. 144, con illustrazioni a colori.
- Un presepe racconta. Un presepe di carta dell'Ottocento riscoperto in Brianza,  Bellavite Editore, Missaglia,1999, pp. 104, con illustrazioni a colori. Volume edito in collaborazione con il FAI
- Lambro acque di Brianza,  Bellavite Editore, Missaglia, 2005, pp.200 (foto di Antonio Molteni)[14]
- Il Parco Regionale della Valle del Lambro, Bellavite Editore, Missaglia, 1998 (pp. 256, 300 foto a colori)
- Dai campi alla fabbrica. Alle origini della Brianza industriale,  Bellavite Editore, Missaglia,1994, pp. 176.
- Santi in Cascina. Il lavoro, la fede e i santi nella tradizione della Brianza contadina (con Franca Pirovano),  Bellavite Editore, Missaglia,1996, pp. 176.Prefazione di Luigi Santucci.
- Uomini, animali, santi nella cultura popolare di Brianza (con Franca Pirovano),  Bellavite Editore, Missaglia, 2001 (il volume contiene i testi delle otto conferenze tenute per il Sistema Bibliotecario di Mariano Comense). Illustrazioni di Filippo Brunello.
- Santa devozione. Alle radici della religiosità popolare in Brianza, Quaderni Balleriniani, n.18, Seregno, dicembre 2003
- I fatti del 1898 a Briosco. Lo scontro tra cattolici e liberali in un paese della Brianza contadina,  Bellavite Editore, Missaglia,1999 (pp. 96, con 15 immagini in b.n.).
- Il Collegio Arcivescovile “P.A. Ballerini” di Seregno 1898-1998. Un secolo di esperienza educativa,  Bellavite Editore, Missaglia,1998 (pp. 280, 130 foto)
- La Villa Reale e il Parco di Monza 1° volume della collana Tesori di Lombardia, Bellavite Editore,  Missaglia, 2000, pp. 96, 60 foto a colori
- La Brianza una terra da scoprire. Storia, economia, ambiente e tradizioni tra Monza e la Brianza Milanese,  Bellavite Editore, Missaglia, 2001, pp. 96, 50 foto.
- Ville della Brianza (con Michele Mauri), vol.I e vol.II, Bellavite Editore, Missaglia, 2003 e 2004, pp.208 (con foto a colori)
- La ghiacciaia di Palazzo Arese Borromeo a Cesano Maderno (testi di Domenico Flavio Ronzoni e Ketty Magni),  Bellavite Editore, Missaglia, 2006, pp.90
- Carate Brianza. Alle radici del presente (testi di Franca Pirovano, Leopoldo Pozzi, Franco Rizzi, Domenico Flavio Ronzoni, Antonio VIganò), Comune di Carate Brianza, 2006, pp. 440
- La villa Borromeo D'Adda di Arcore (collana Tesori di Lombardia),  Bellavite Editore, Missaglia, 2009, pp. 96
- Arcore: le ville di delizia (collana Tesori di Lombardia),  Bellavite Editore, Missaglia, 2010, pp. 96
- Conti e racconti tra il Lambro e il Gran Zebrù,  Bellavite Editore, Missaglia,2012, pp. 192
- Reggia di Monza. Villa Reale, Giardini, Parco,  Bellavite Editore, Missaglia, 2015, pp. 112
- Il curioso della Brianza, Articoli, saggi, spigolature tra le pieghe della storia, Bellavite Editore, Missaglia, 2016, pp. 248
- Un italiano a Khartoum. Giuseppe Cuzzi un garibaldino dalla Brianza all’Africa (1843-1923), La Vita Felice, Milano, 2019, pp.216
- Di penna e di zappa. Divagazioni sull’orto tra coltura e cultura, Bellavite Editore, Missaglia, 2021, pp. 128
- La Fornace Artistica Riva. Storia, tradizione e arte del cotto lombardo, Bellavite Editore, Missaglia, 2023, pp. 96.